# Roy Andersson
Roy Arne Lennart Andersson (Gotemburgo, 31 de marzo de 1943), conocido como Roy Andersson, es un director de cine, productor de cine y publicista sueco. 
Su cine, siempre preocupado por la condición humana, es calificado como comedia y tragicomedia surrealista que llega a rozar el esperpento. Roy Andersson tiene una visión de la vida plagada de humor absurdo y a veces macabro con claros elementos psicológicos y una sutil crítica social.

## Datos profesionales
Ha trabajado durante la mayoría de su carrera profesional como publicista, -ha dirigido más de 400 anuncios comerciales y dos cortometrajes- y director de cine. 
Durante sus años de publicista y editor de anuncios comerciales desarrolló una imagen y un lenguaje narrativo construido con tomas muy largas en pantalla completa, que siguen caracterizando su cine.

### Una historia de amor y Giliap
Es reconocido por sus películas En kärlekshistoria ( Una historia de amor o Una historia de amor sueca, 1970, neorrealista, que considera el propio autor como su favorita, siguió con el drama existencial Giliap (1975) que no tuvo éxito y que quebró la continuidad de Andersson. 

### Productora Studio 24
Siguió trabajando en cortos comerciales publicitarios -anuncios- con los que tuvo éxito y fundó en 1980 su propia productora, Studio 24, lo que le ha proporcionado un absoluto control creativo sobre sus producciones que se manifestará en la trilogía: Canciones desde el segundo piso, La comedia de la vida y Una paloma se posó sobre una rama a reflexionar sobre la existencia donde logra consolidar su estilo personal, caracterizado por escenas independientes y tomas largas.

### La trilogía de la vida - 2000, 2007 y 2014
Este lenguaje cinematográfico se convirtió en el sello distintivo de las películas consideradas como extravagantes y aclamadas en la trilogía de largometrajes que realizó durante la década de 2000. La primera película de la trilogía es "Canciones del segundo piso" (2000). Entre otras cosas, ganó cinco  Guldbaggar y el premio del jurado en  Cannes. Las siguientes películas de la trilogía son Du, levande La comedia de la vida(2007) y  En duva satt på en gren och funderade på tillvaron (Una paloma se posó sobre una rama a reflexionar sobre la existencia); este último fue galardonado, como la primera película sueca, León de oro en el Festival de cine de Venecia 2014.

### Sobre el infinito -Om det oändliga
En noviembre del 2018, recibió un reconocimiento en el Festival de Cine Europeo de Sevilla, donde habló del proyecto de la película Om det oändliga (Sobre el infinito), en ese momento en montaje, que era una adaptación libre de Las mil y una noches; la película fue estrenada en 2019.

### Influencias
A pesar de ser también sueco Andersson manifesto, respecto a Ingmar Bergman:

Respeto muchísimo a (Ingmar) Bergman. Pero efectivamente no es lo mío. ¿Qué es la vida sin una sonrisa? Bastante poco dura esto como para encima pasarlo de mal humor.

Ha declarado sobre el pintor Francisco de Goya y Lucientes: "se convirtió en mi principal influencia como creador." Otras influencias que el mismo señala son el director de cine Luis Buñuel y los pintores Pieter Brueghel el Viejo, Honoré Daumier y Otto Dix.

## Filmografía y Publicaciones de Roy Andersson

### Filmografía como Director de cine
Roy Andersson ha dirigido los siguientes documentales, cortometrajes y largometrajes:
- 1967 - Besöka sin son (trabajo académico)
- 1968 - Den vita sporten (documental codirigido)
- 1968 - Hämta en cykel (trabajo académico)
- 1969 - Lördagen den 5-10 (trabajo académico)
- 1970 - En kärlekshistoria ( Una historia sueca de amor)
- 1975 - Giliap (Giliap)
- 1979 - Så fruktansvärt onödigt (documental)
- 1980 - Tryggare kan ingen vara (cortometraje)
- 1987 - Någonting har hänt (cortometraje)
- 1991 - Härlig är jorden (Encantadora es la tierra - cortometraje)
- 2000 - Sånger från andra våningen (Canciones del segundo piso)[8]
- 2007 - Du levande (La comedia de la vida)
- 2014 - En duva satt på en gren och funderade på tillvaron (Una paloma se posó en una rama a reflexionar sobre la existencia)
- 2019 - Om det oändliga (Sobre lo infinito)

### Publicaciones
- 1944 - Lyckad nedfrysning av herr Moro, redactores: Roy Andersson, Kalle Boman e Istvan Borbas.
- 1997 - Vår tids rädsla för allvar (tidskriften Filmkonst #33), av Roy Andersson - 1997, nyutgåva 2006
- 2001 - Filmen som kunskapskälla: rapport från seminarium i Åtvidaberg den 16 juli 2000, red. Svante Kolsgård och Roy Andersson. ISBN 91-631-1216-7
- 2010 - Passionen för det reala: nya rum (texter av Roy Andersson m.fl.), Göteborgs universitet,  ISBN 978-91-978475-1-3

## Premios y reconocimientos
Festival Internacional de Cine de Cannes
| Año  | Categoría                  | Película                   | Resultado |
| ---- | -------------------------- | -------------------------- | --------- |
| 2000 | Premio especial del Jurado | Sånger från andra våningen | Ganador   |

Festival Internacional de Cine de Venecia
| Año  | Categoría     | Trabajo nominado                                                 | Resultado |
| ---- | ------------- | ---------------------------------------------------------------- | --------- |
| 2014 | León de Oro   | Una paloma se posó en una rama a reflexionar sobre la existencia | Ganador   |
| 2019 | León de plata | About Endlessness                                                | Ganador   |

- 2000 - Stig Dagermanpriset (litteraturåret 2000)
- 2007 - Chicago International Film Festival – silverplakett por Du levande
- 2007 - Humanistiska föreningens Ugglepris 2007
- 2008 - Nordiska rådets filmpris år 2008 por Du levande
- 2010 - Jan Myrdals stora pris – Leninpriset 2010[12]
- 2014 - Guldlejonet 2014 por En duva satt på en gren och funderade på tillvaron
- 2008 - Bio Roy (namnändring 2008, delvis som hyllning till Roy Andersson)[13][14]